# Petrus Johannes Schotel
Petrus Johannes Schotel, född den 17 augusti 1808 i Dordrecht, död den 23 juli 1865 i Dresden, var en holländsk marinmålare, son till Johannes Christiaan Schotel. 
Schotel, som var lärjunge till fadern, slog sig 1856 efter flera utländska resor ned i Düsseldorf som målare. Bland hans mariner kan nämnas Stiltje (museet i Gent), Havet i storm (Amsterdams Rijksmuseum), Baths hamn (Amsterdam) med flera. Han var liksom fadern ledamot av Amsterdams akademi.